# Dolní Zimoř
Dolní Zimoř là một làng thuộc huyện Mělník, vùng Středočeský, Cộng hòa Séc.